# Talpó de Cirenaica
El talpó de Cirenaica (Microtus mustersi) és una espècie de mamífer rosegador de la família dels cricètids. És endèmic de l'altiplà de Cirenaica, al nord-est de Líbia, on viu a altituds de fins a 825 msnm. Es tracta de l'únic arvicolí vivent d'Àfrica. El seu hàbitat natural són les zones amb un cert grau d'humiditat i cobertura vegetal espessa en forma d'herba i matolls, així com els camps de conreu. Té una llargada de cap a gropa de 102-117 mm, la cua de 20-33 mm i un pes de 27-46 g. El pelatge és suau i espès. El nom específic mustersi fou elegit en honor del zoòleg i militar britànic James Lawrence Chaworth-Musters, que en descobrí l'holotip el 1926.